# Polygala spicata
Polygala spicata är en jungfrulinsväxtart som beskrevs av Chod.. Polygala spicata ingår i släktet jungfrulinssläktet, och familjen jungfrulinsväxter. Inga underarter finns listade i Catalogue of Life.